# Kölner Illustrierte

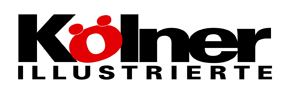
KÖLNER Illustrierte

Die Kölner Illustrierte (oder nur KÖLNER) ist eine seit 1985 in der letzten Woche des Vormonats monatlich erscheinende Stadtillustrierte für Köln und Umland. Herausgeber ist die K.I.-Mediengesellschaft mbH Köln mit Sitz in Köln-Zollstock.

## Inhalte
Ein umfangreicher Tageskalender informiert über alle wesentlichen Veranstaltungen im Kölner Raum.
In Reportagen und Interviews werden regional interessante Themen behandelt. Weitere Themen neben Kultur und Politik sind auch Lifestyle-Themen wie Ausgehen, Shopping, Reisen und Partys.

## Verbreitung
Die aktuell verbreitete Auflage liegt monatlich bei ca. 16.500 Exemplaren.

## Preis
Der Preis liegt bei 1 Euro (Stand 2022).